# Hombre de Cromañón

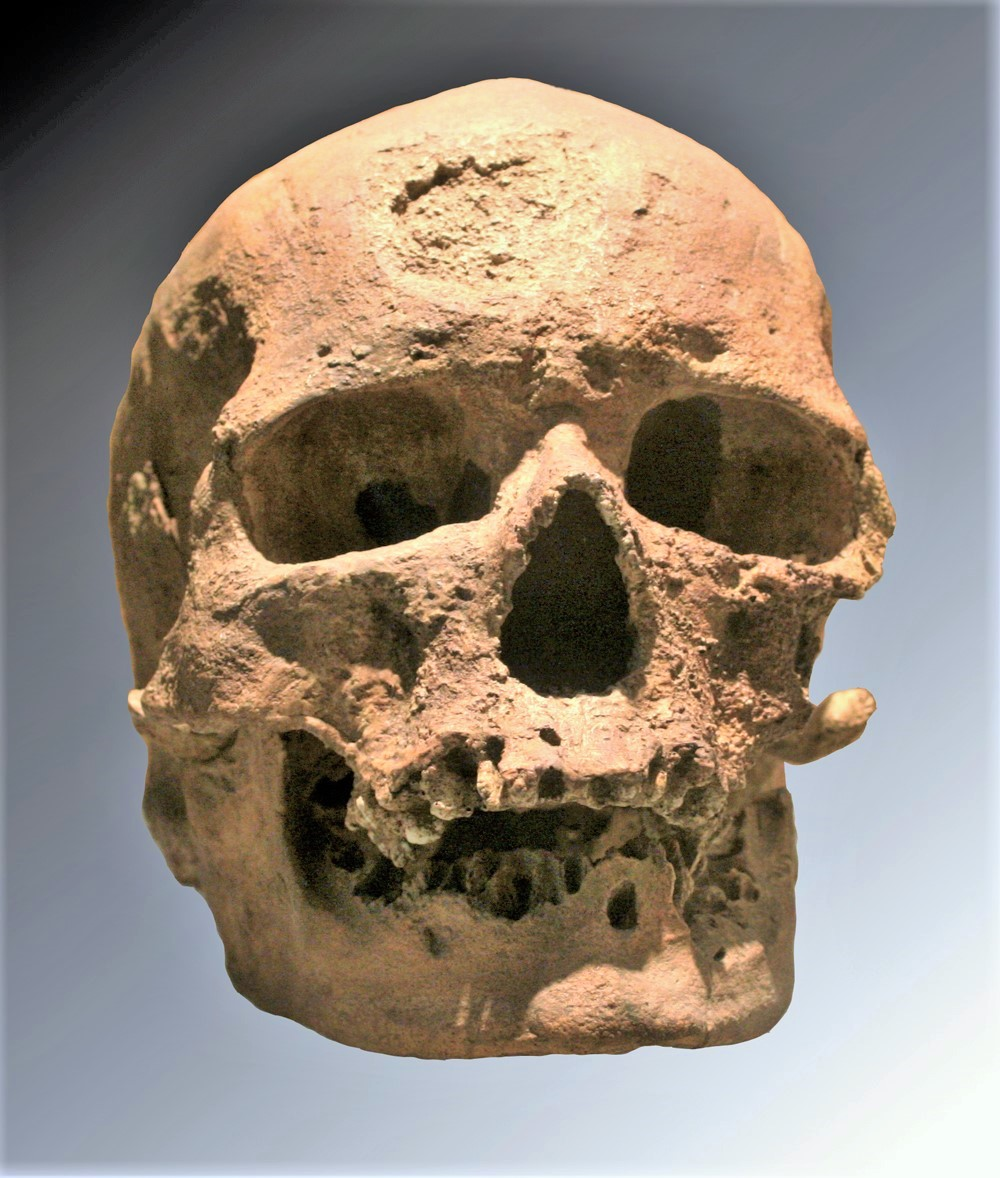
Cráneo de Cromañón.

Se denomina cromañones, Cro-Magnon o primeros humanos modernos europeos (abreviado EEMH, por sus siglas en inglés), a los primeros seres humanos modernos (Homo sapiens) que se asentaron en Europa, ocupando de manera ininterrumpida el continente, se estima que desde hace cuarenta y cinco mil años. Interactuaron y se cruzaron limitadamente con los neandertales (Homo neanderthalensis), los cuales se extinguieron hace cuarenta mil a treinta y cinco mil años. Sus fósiles se han encontrado en cuevas de Europa en las que hay pinturas rupestres. Los cromañones descendieron de la población fundadora que aporta ascendencia a los seres humanos actuales de origen europeo. 
Suele castellanizarse y abreviarse la grafía original Cro-Magnon como cromañón, sobre todo para su uso en plural (cromañones). Cromañón es la denominación local de una cueva francesa en la que se hallaron los fósiles a partir de los que se tipificó el grupo. Su datación (cuarenta mil y diez mil años de antigüedad) se toma como el hito que da comienzo al Paleolítico superior desde el punto de vista antropológico, mientras que el límite moderno no lo marca la aparición de ninguna modificación física, sino ambiental y cultural: el fin de la última glaciación y el comienzo del actual período interglaciar (periodo geológico Holoceno), con los periodos culturales denominados Mesolítico y el Neolítico.
El uso del concepto «hombre de Cromañón», como alternativo a otras denominaciones, está abandonado por los prehistoriadores y paleontólogos en la actualidad, aunque puede encontrarse su uso en las publicaciones, normalmente como sinónimo de Homo sapiens en el Paleolítico, sin más precisiones.

Los primeros hombres modernos europeos se agrupaban hasta hace poco en dos variedades: la raza de Cro-Magnon, más robusta, y la variedad de Combe Capel, Brno o Predmost, más grácil. En realidad, esta dicotomía pretendía justificar el binomio cultural Auriñaciense-Perigordiense y hoy en día se ha abandonado, estando sólo generalizado el uso del término cromañones para los hombres modernos paleolíticos. Variedades más tardías (hombre de Grimaldi o de Chancelade) tampoco parecen tener diferencias somáticas que justifiquen una completa diferenciación poblacional de tipo racial.

Hipótesis de la migración de los cromañones

No obstante, durante mucho tiempo se popularizó la errónea identificación de esos tres tipos humanos con las tres divisiones raciales o razas humanas de la antropología antigua: Cro-Magnon con la raza blanca o caucasoide, Grimaldi con la raza negra o negroide y Chancelade con los esquimales o raza amarilla o mongoloide.
Los EEMH eran anatómicamente similares a los europeos actuales, pero más robustos, con cerebros más grandes, caras más anchas, crestas de las cejas más prominentes y dientes más grandes. Los primeros ejemplares de EEMH también presentan algunos rasgos que recuerdan a los de los neandertales. Los primeros EEMH tendrían la piel más oscura; la selección natural para una piel más clara no comenzaría hasta hace treinta mil años. Antes del LGM (Último Máximo Glacial), los EEMH tenían en general una baja densidad de población, una estatura alta similar a la de los humanos posindustriales y rutas comerciales expansivas que se extendían hasta 900 km y cazaban animales de caza mayor. Los EEMH tenían poblaciones mucho más altas que los neandertales, posiblemente debido a tasas de fertilidad más altas; la esperanza de vida para ambas especies era típicamente inferior a los cuarenta años. Tras la LGM, la densidad de población aumentó a medida que las comunidades se desplazaban con menos frecuencia (aunque por distancias más largas) y la necesidad de alimentar a más gente junto con la creciente escasez de caza mayor hizo que dependieran más de la caza menor o acuática, y que participaran con más frecuencia en sistemas de batidas y mataran rebaños enteros a la vez. El arsenal de los EEMH incluía lanzas,  lanzadores,  arpones y posiblemente palos arrojadizos y perros paleolíticos. Es probable que los EEMH construyeran cabañas provisionales durante sus desplazamientos, y los Gravettianos construyeron grandes cabañas en la Llanura de Europa Oriental con huesos de mamut.
Los EEMH son conocidos por crear una gran variedad de obras artísticas, como pinturas rupestres,  estatuillas de Venus,  bastones perforados, estatuillas de animales y motivos geométricos. Es posible que decoraran sus cuerpos con lápices de ocre y tal vez con tatuajes,  escarificaciones y piercings. El simbolismo exacto de estas obras sigue siendo enigmático, pero en general (aunque no universalmente) se cree que los EEMH practicaban el chamanismo, en el que el arte rupestre -específicamente el que representa híbridos humano/animal- desempeñaba un papel central. También llevaban abalorios decorativos y ropas de fibra vegetal teñidas con diversos tintes vegetales, que posiblemente utilizaban como símbolo de estatus. En cuanto a la música, fabricaban flautas de hueso, silbatos y posiblemente también instrumentos semejantes a la churinga o al güiro, así como tambores, idiófonoss y otros. Enterraban a sus muertos, aunque posiblemente sólo recibían sepultura las personas que habían alcanzado un estatus elevado o habían nacido en él.

## Descubrimiento
El geólogo Louis Lartet descubrió los primeros cinco esqueletos en marzo de 1869 en la cueva de Cromañón (cerca de Les Eyzies de Tayac-Sireuil, Dordoña, Francia), lugar del que obtienen su nombre.

## Antropología física
Para veintiocho especímenes humanos modernos de hace 190 a veinticinco mil años, se estimó que el volumen cerebral medio era de aproximadamente 1478 centímetros cúbicos (1,5 L), y para 13 EEMH de aproximadamente 1514 centímetros cúbicos (1,5 L). En comparación, los humanos actuales tienen una media de 1350 centímetros cúbicos (1,4 L), que es notablemente menor. Esto se debe a que el cerebro EEMH, aunque dentro de la variación para los seres humanos actuales, exhibe más largo promedio lóbulo frontal longitud y más alto lóbulo occipital altura. Los  lóbulos parietales, sin embargo, son más cortos en EEMH. No está claro si esto podría equivaler a alguna diferencia funcional entre los humanos actuales y los modernos primitivos.
Los EEMH son físicamente similares a los humanos actuales, con una caja torácica globular, una cara completamente plana, un entrecejo grácil y una barbilla definida. Sin embargo, los huesos de los EEMH son algo más gruesos y más robustos. Los primeros EEMH muestran a menudo rasgos que recuerdan a los observados en Neandertales. Los auriñacienses, en particular, presentaban una mayor proporción de rasgos que recordaban en cierto modo a los neandertales, como (aunque no exclusivamente) una calota ligeramente aplanada y el consiguiente moño occipital que sobresalía de la parte posterior del cráneo (este último podía ser bastante definido). Su frecuencia disminuyó significativamente en los Gravettianos, y en 2007, el paleoantropólogo Erik Trinkaus concluyó que se trataba de restos de introgresión neandertal que finalmente fueron criados fuera del acervo genético en su revisión de la morfología relevante.

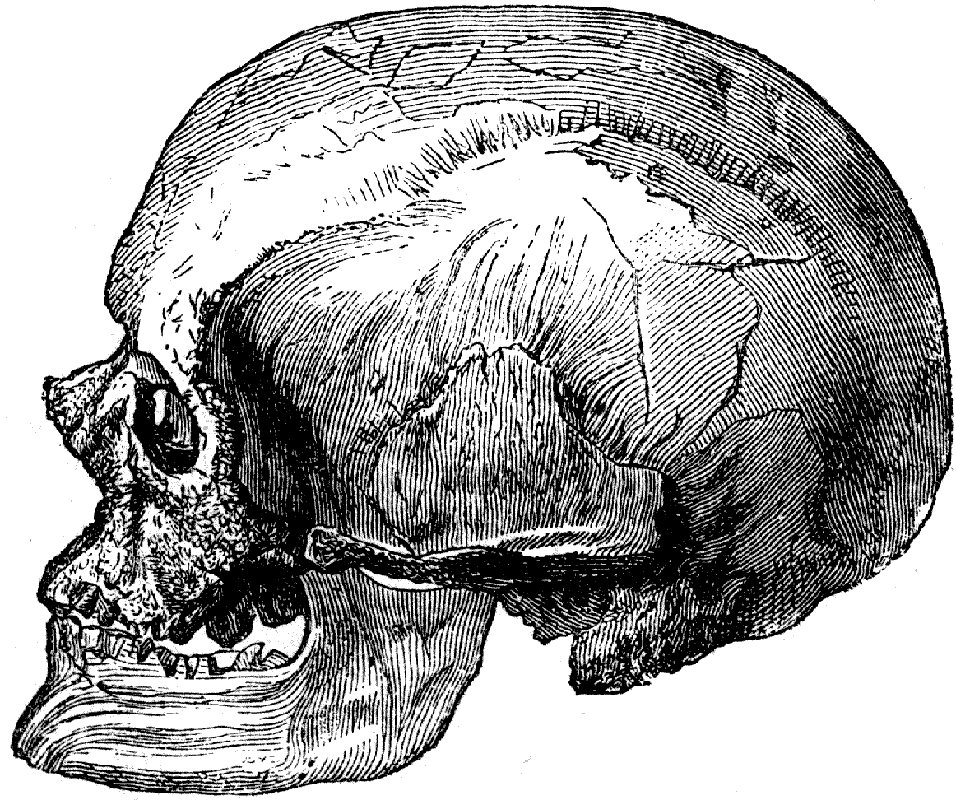
Cráneo de un hombre de Cromañón.
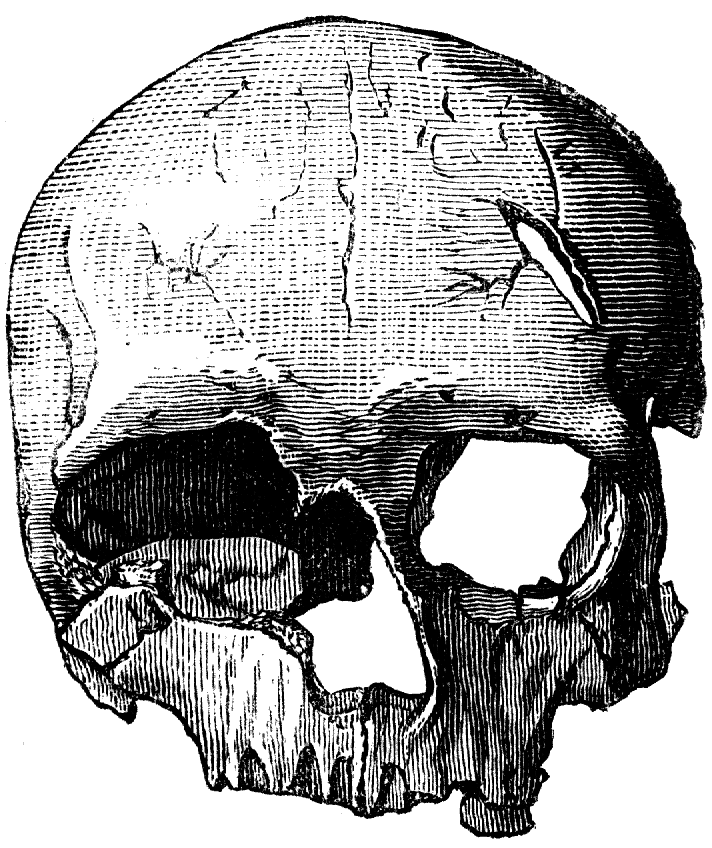
Cráneo de mujer cromañón.
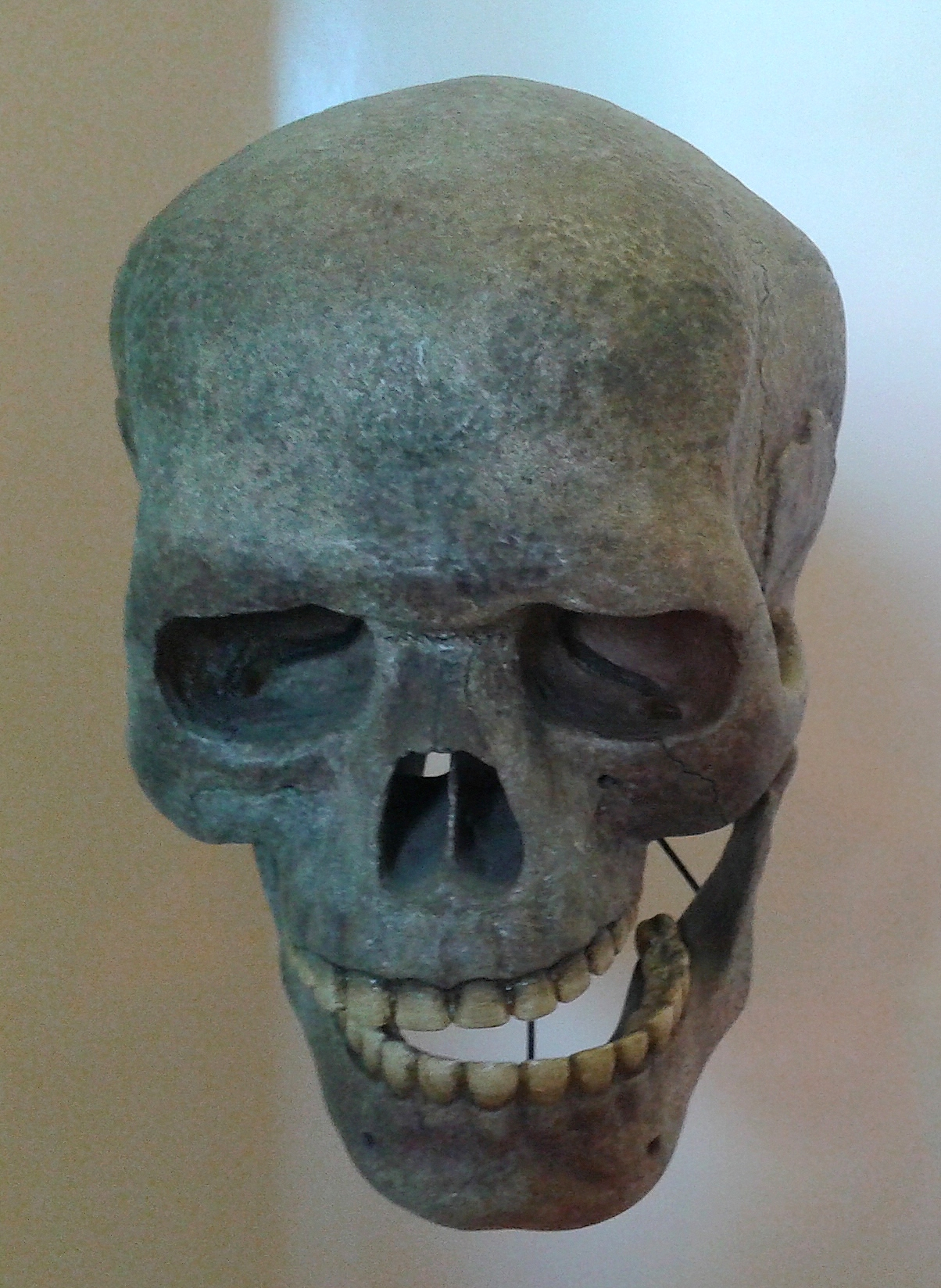
Reconstrucción ósea del cráneo Cromañón
Cráneos completos de un adulto y tres infantes del tipo Cromañón.
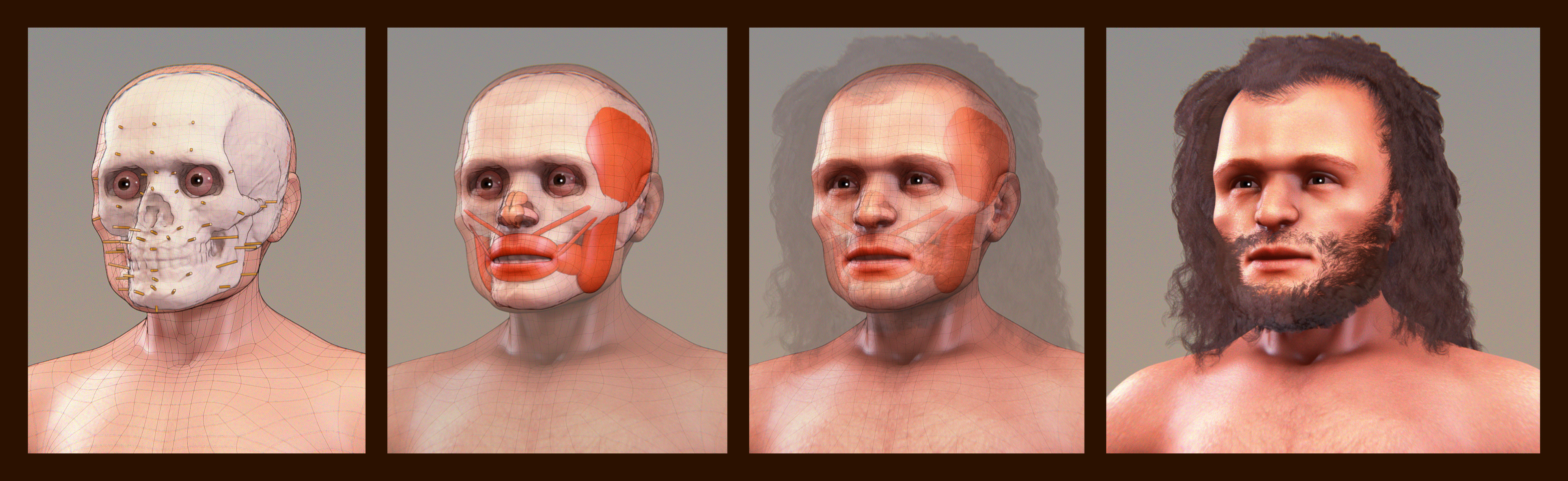
Reconstrucción forense del hombre de Cromañón.
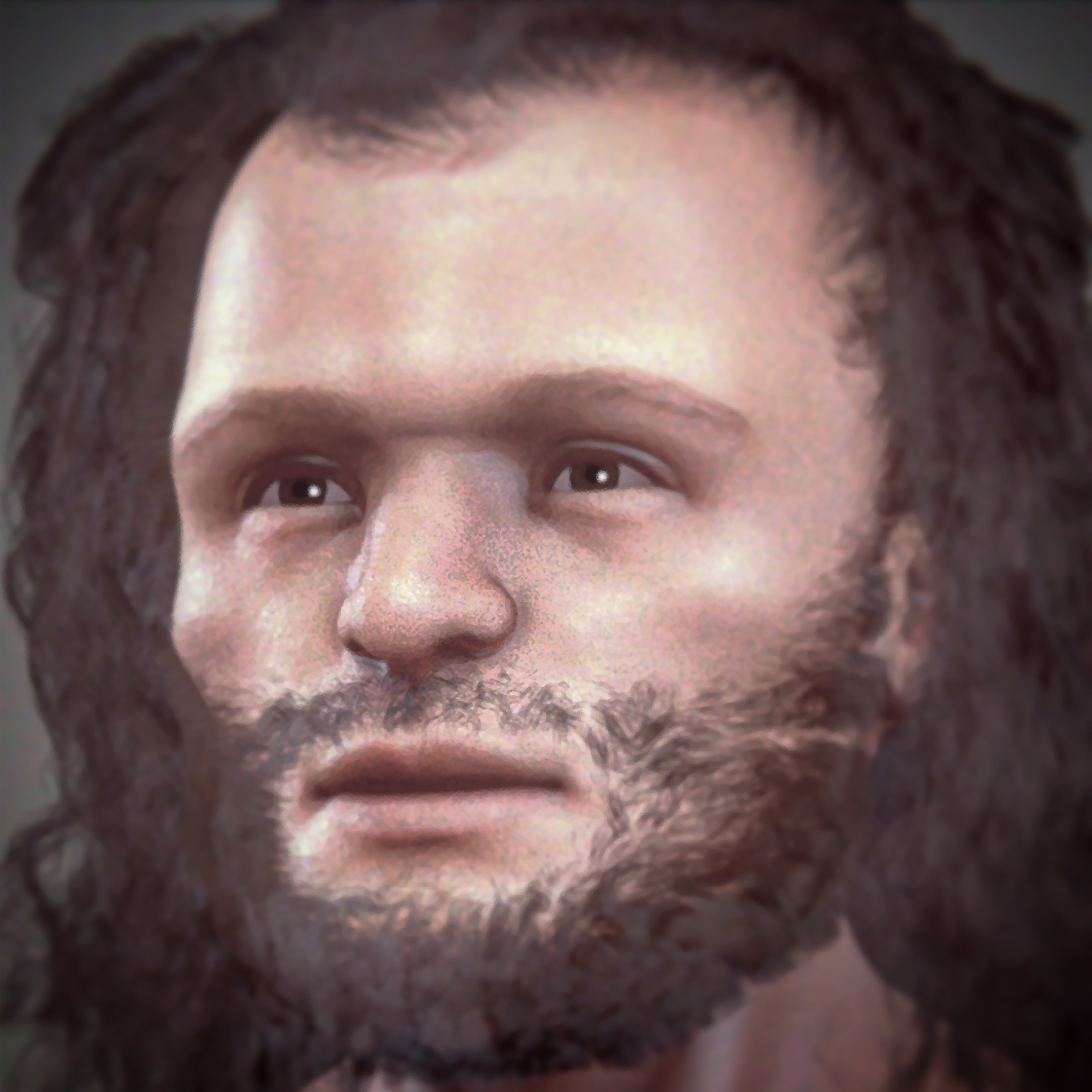
Reconstrucción artística del hombre de Cromañón.

Del estudio efectuado por Broca, Quatrefages, Hamy y Lartet de los restos de la cueva de Cro-Magnon (tres adultos varones, una mujer y un feto) se derivó una descripción que incluía, como rasgos destacados, una elevada altura —uno de los varones medía 1,80 m—, mentón prominente y gran capacidad craneal (1590 cc). Además,

el cráneo alargado, la frente alta y la bóveda más elevada que los Neanderthales, las protuberancias supraorbitarias bien marcadas, pero no en burlete ni en torus, la cara ancha, la nariz estrecha, apreciable prognatismo, órbitas bajas y rectangulares, y mandíbula robusta con mentón prominente. Las tibias muy aplanadas transversalmente (platicnemia).

## Cultura material
El hombre de Cromañón se asoció desde su descubrimiento a la industria lítica denominada Auriñaciense (Modo 4) identificada pocos años antes. No obstante, esta asociación no se considera en la actualidad de un modo muy estricto.

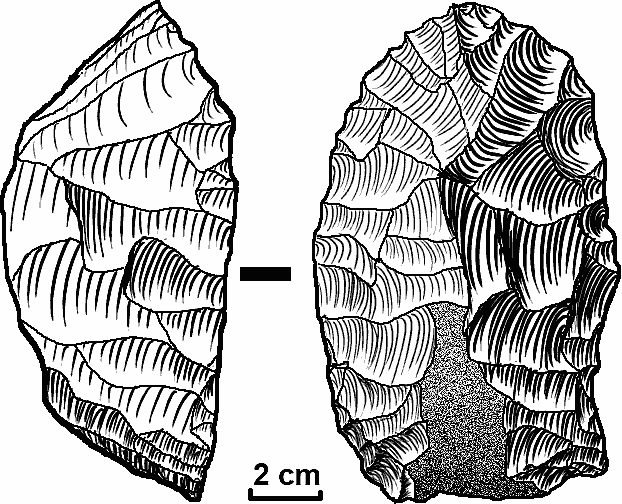
Rascador
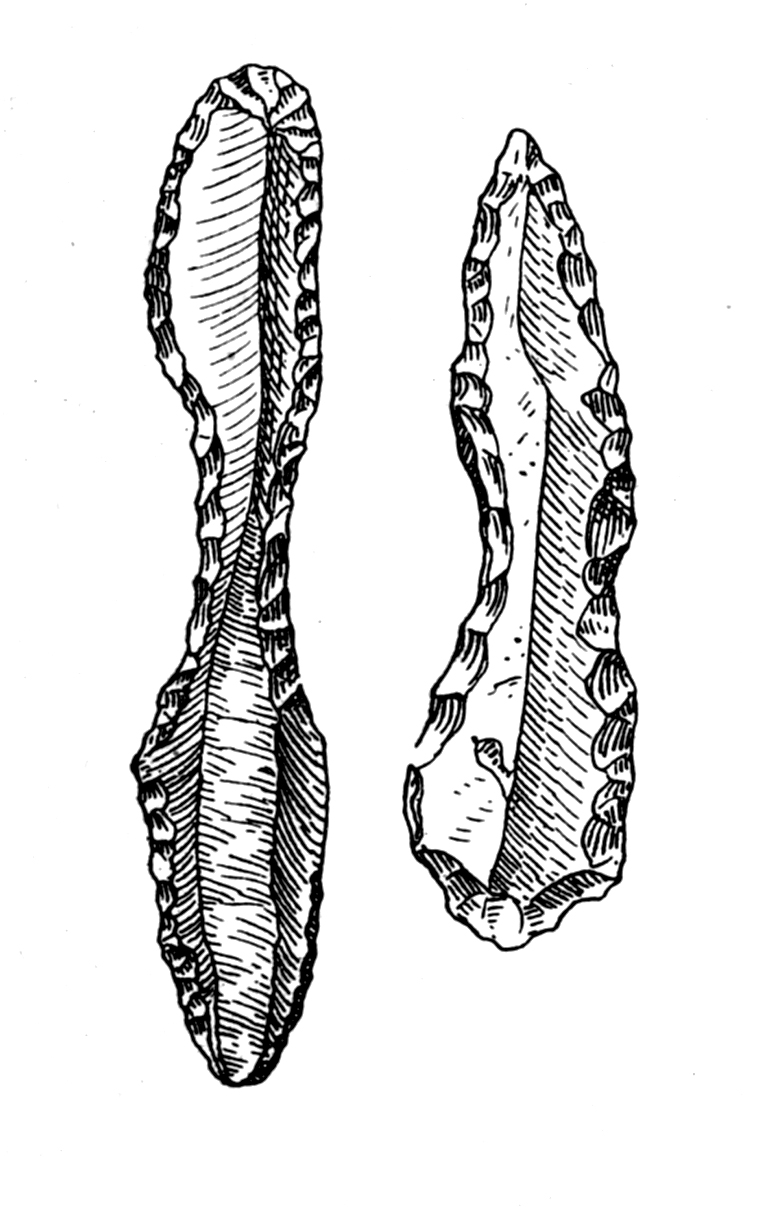
Cuchillas del Auriñaciense
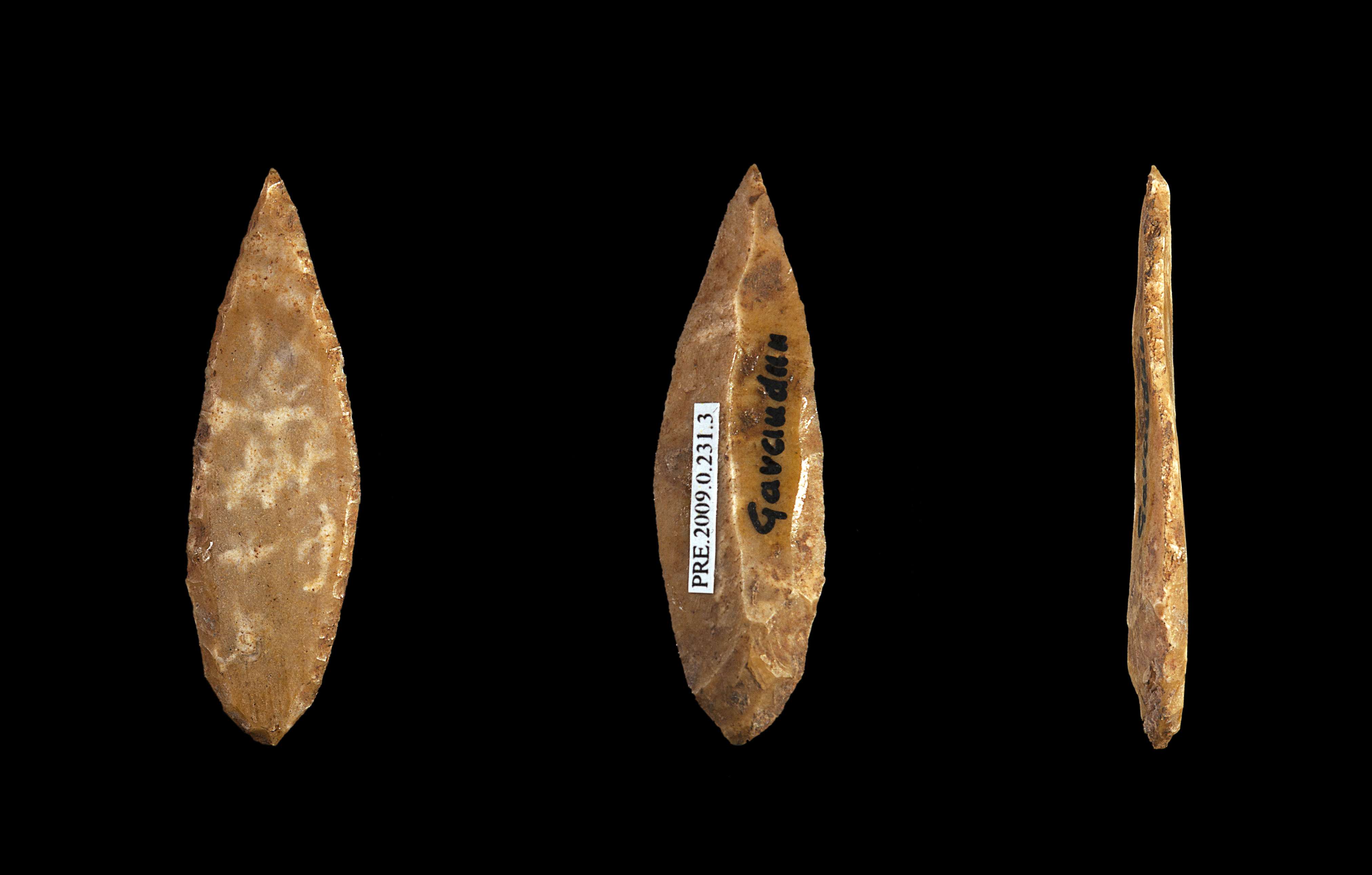
Hojita Dufour
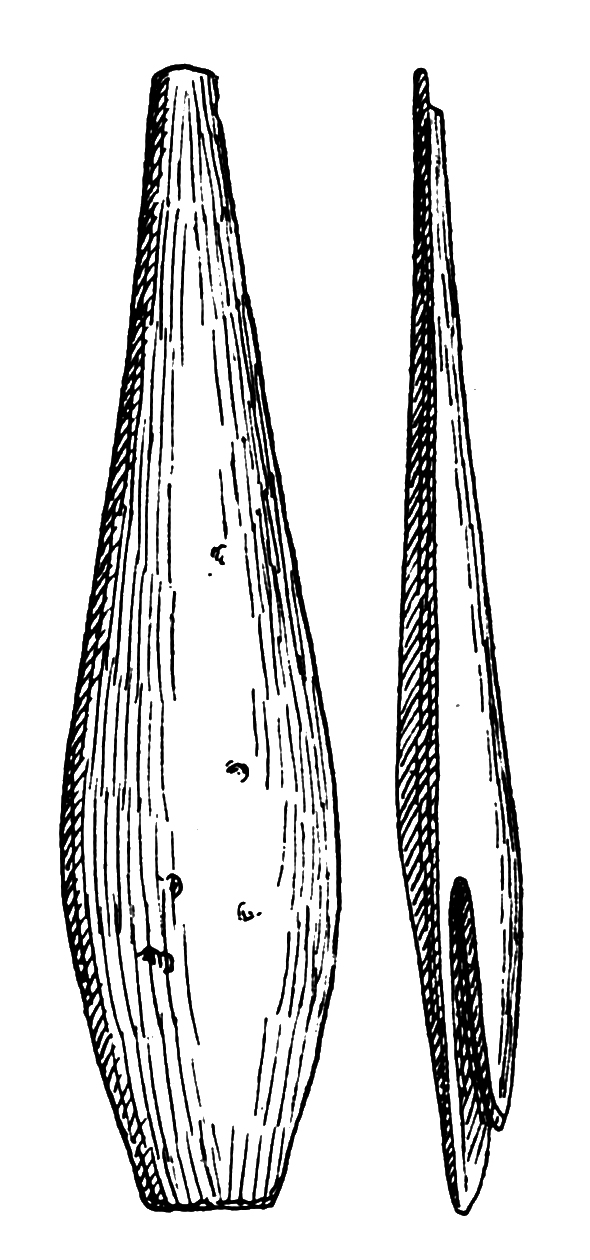
Punta de hueso.
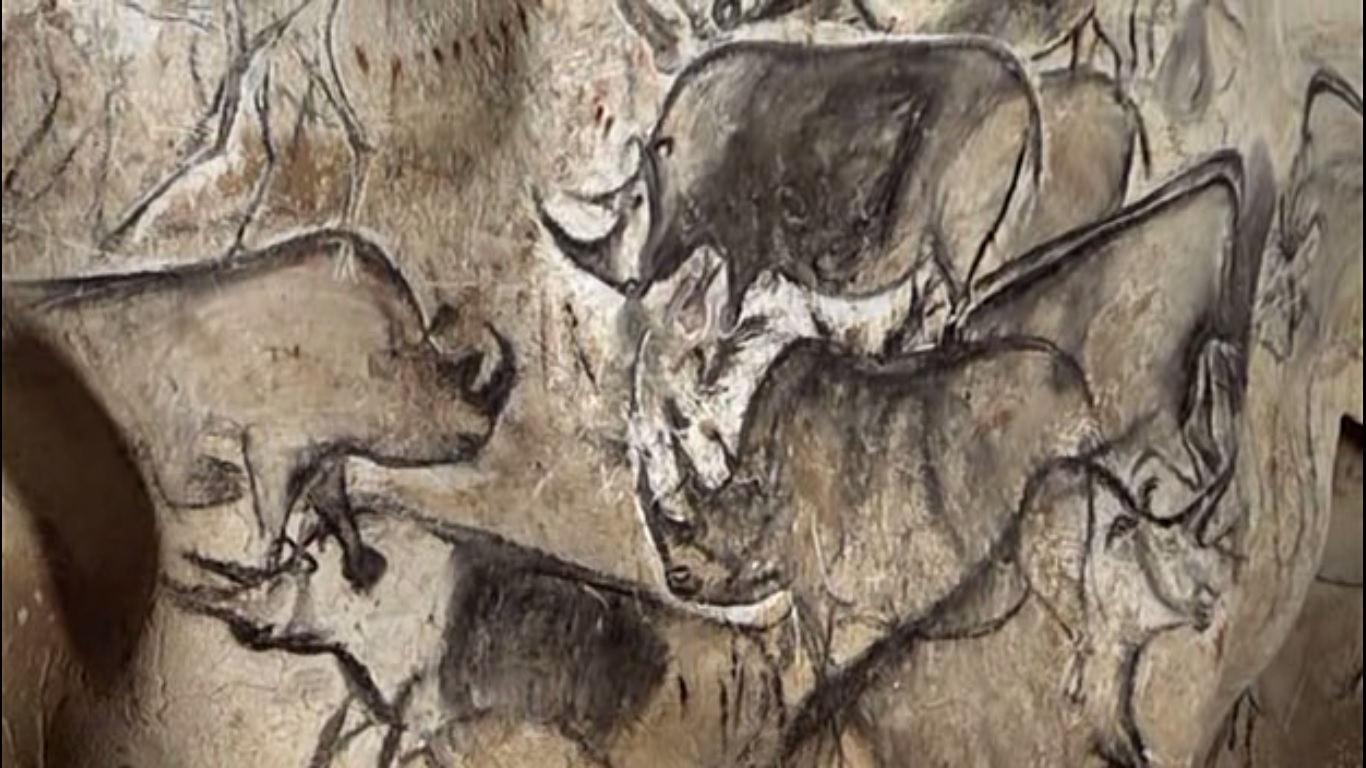
Pintura de rinocerontes en la Cueva de Chauvet de hace más de treinta mil años.

## Forma de vida
Vivía en cuevas y en ocasiones al aire libre en campamentos. Sin que pueda considerársele sedentario, es posible que mantuviera un lugar preferente de residencia, que abandonaría para trasladarse. La forma de vida era cazadora-recolectora. Cazaba en grupo; los animales grandes, con trampas; y los pequeños, con piedras y saetas.

## Demografía
Se cree que el comienzo del Paleolítico superior se caracterizó por un gran aumento de la población en Europa, y que la población humana de Europa occidental posiblemente se multiplicó por diez en la transición neandertal-humano moderno. El registro arqueológico indica que la inmensa mayoría de las personas del Paleolítico (tanto neandertales como humanos modernos) murieron antes de alcanzar los cuarenta años, registrándose pocos individuos ancianos. Es posible que el auge demográfico se debiera a un aumento significativo de las tasas de fertilidad.
Un estudio de 2005 estimó la población de la Europa del Paleolítico Superior calculando el área geográfica total que fue habitada basándose en el registro arqueológico; promedió la densidad de población de Chipewyan, Hän, pueblo Hill, y Naskapi nativos americanos que viven en climas fríos y lo aplicó a EEMH; y supuso que la densidad de población aumentaba continuamente con el tiempo calculado por el cambio en el número de sitios totales por período de tiempo. El estudio calculó que: de 40 a 30 mil años atrás la población era aproximadamente de 1.700-28.400 (promedio de 4.400); de 30 a 22 mil años atrás aproximadamente de 1.900-30.600 (promedio de 4.800); de 22 a 16,5 mil años atrás aproximadamente de 2.300-37.700 (promedio de 5.900); y de 16,5-11,5 mil años atrás aproximadamente de 11.300-72.600 (promedio de 28.700).
Tras el LGM, se cree que los EEMH eran mucho menos móviles y presentaban una mayor densidad de población, indicada por rutas comerciales aparentemente más cortas, así como por síntomas de estrés nutricional.

## Neandertales y cromañones

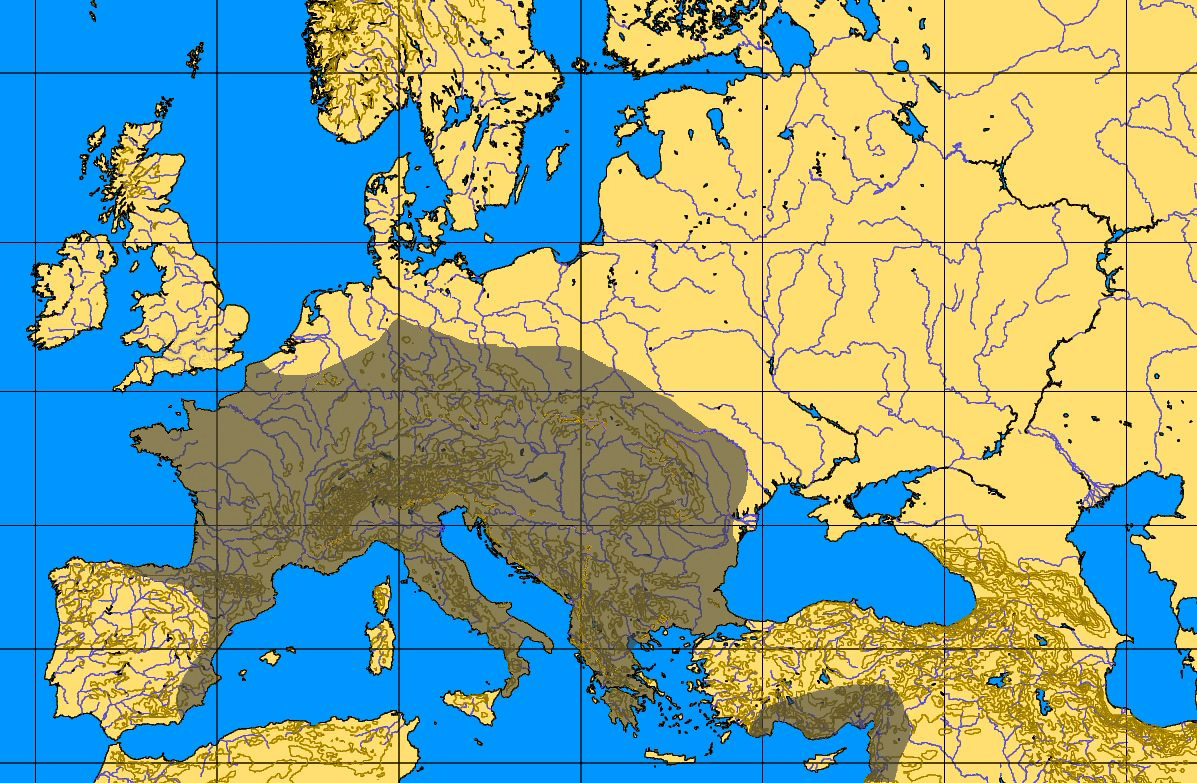
Distribución del Auriñaciense.

El hombre Cromañón pudo tener una relación con el Hombre de Neanderthal durante las primeras etapas del Paleolítico Superior en Europa, zona en la que hubo poblaciones de ambas especies durante un breve periodo —hasta hace unos 29 000 años, o incluso unos 27 000 años en el sur de la península ibérica— hasta que el neandertal se extinguió. La búsqueda de pruebas sobre si fue posible la hibridación entre ambas especies ha venido siendo un campo de estudio puntero de la paleoantropología de finales del siglo XX y comienzos del XXI. 
Los primeros análisis de ADN no daban resultados concluyentes; mientras que los más recientes estudios parecen demostrar que los grupos humanos actuales, a excepción de los africanos subsaharianos, tienen algún porcentaje de ADN neandertal. Es decir, aunque el hombre de Neandertal no sea, en sí, el antecesor de nuestra especie (Homo Sapiens), una parte considerable de los humanos actuales tienen una línea de ascendencia neandertal.
Sus diferencias morfológicas suelen interpretarse como una adaptación a un clima frío en los neandertales y una acusada neotenia en los cromañones. Se ha apuntado también la posibilidad de que los cromañones dispusieran de una mayor capacidad para el lenguaje (tanto del aparato fonador como cerebral, para el pensamiento simbólico), con las implicaciones que esto tendría para la vida social.
Algunas hipótesis apuntan a que los neandertales no superaron las fases glaciales de la era del hielo, como sí lo hicieron los cromañones, o bien, la especie se hibridó en forma gradual con la llegada de grupos humanos desde Asia menor, aunque esta teoría tiene un consenso limitado. 
El hombre de Cromañón se desarrolló en el Pleistoceno cuando las condiciones medioambientales eran muy duras y las glaciaciones abarcaron casi toda Europa. Los estudios genéticos han consignado que un 4% del ADN de la población de origen europeo es de procedencia neandertal, probable resultado de una eventual mezcla de neandertales y cromañones, aunque es probable que los neandertales se extinguieran antes de la llegada del hombre de Cromañón (Homo sapiens) de acuerdo con otras dataciones.